# Ed Harper
Pour les articles homonymes, voir Edward Harper et Harper.
Edward Harper (né le 9 avril 1931) est un homme politique canadien de l'Ontario. Il est député fédéral réformiste de la circonscription ontarienne de Simcoe-Centre de 1993 à 1997.

## Biographie
Né à Toronto en Ontario, Harper entame une carrière publique en siégeant comme échevin au conseil municipal de Barrie.
Élu en 1993, il défait la mairesse en fonction de Barrie, Janice Laking, par une marge de 1 123 votes. Quelques analystes politiques considérèrent la victoire de Harper à la volonté de certains électeurs de garder Laking à la mairie. Harper devient alors le seul député réformiste élu à l'est du Manitoba. Il ne se représente pas en 1997.